# Wikipédia en lombard
Wikipédia en lombard (en lombard : Wikipedia in lombard) est l’édition de Wikipédia en lombard, langue italo-romane parlée en Italie et en Suisse. L'édition est lancée en octobre 2005. Son code est : lmo.
Au 21 mars 2025, l'édition en lombard contient 75 852 articles et compte 46 685 contributeurs, dont 60 contributeurs actifs et 4 administrateurs.

## Présentation

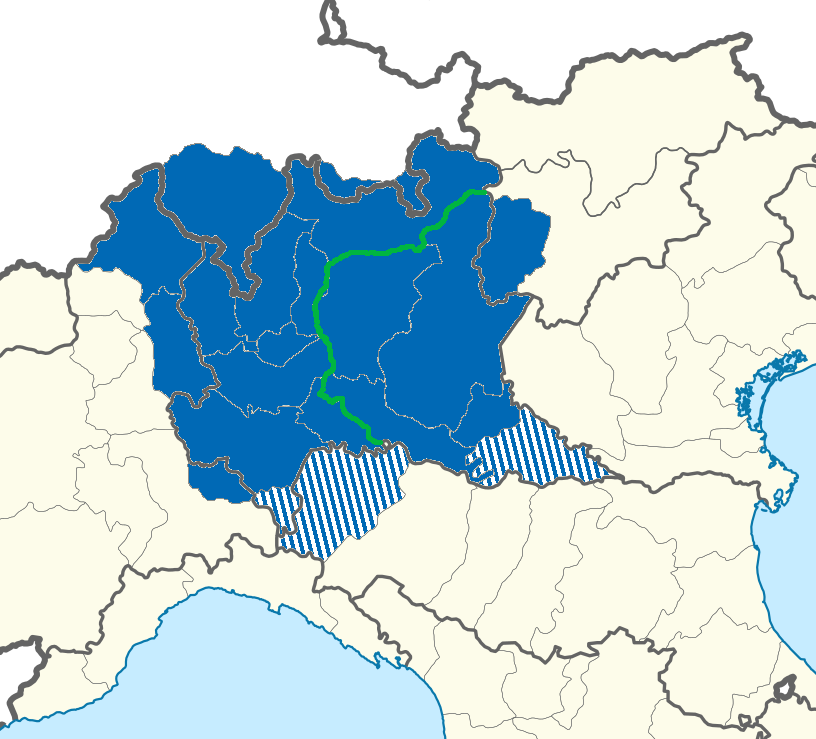
Aire de diffusion du lombard.

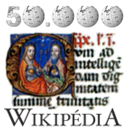
Au passage des 50000 articles.

Le premier article de l'encyclopédie est lmo:Lengua lumbarda (Langue lombarde) et a été écrit le 26 octobre 2005.
L'encyclopédie est développée dans les deux variantes principales, en lombard occidental et en lombard oriental. La page d'accueil est d'ailleurs disponible dans ces deux variétés.
Variations dialectales
Comme cela est le cas pour d'autres wikipédias en langues régionales d'Italie, la version lombarde de wikipédia est confrontée au problème de la diversité dialectale et de l'absence d'une graphie unifiée.

## Statistiques
- Le 9 février 2015, l'édition en lombard compte 31 572 articles et 14 496 utilisateurs enregistrés[3], ce qui en fait la 86e[4] édition linguistique de Wikipédia par le nombre d'articles et la 107e[5] par le nombre d'utilisateurs enregistrés, parmi les 287 éditions linguistiques actives.
- Le 13 octobre 2022, elle contient 56 221 articles et compte 38 287 contributeurs, dont 43 contributeurs actifs et 5 administrateurs.
- Le 12 août 2024, elle contient 74 248 articles et compte 44 716 contributeurs, dont 64 contributeurs actifs et 4 administrateurs.

## Mention dans les médias locaux
L'édition de wikipédia en lombard a été mentionnée par quelques médias locaux. Le site d'information régionale www.labissa.com s'en est fait l'écho dans deux articles,.